# Untermainkai
Der Untermainkai ist eine rechtmainische Uferstraße in den Frankfurter Stadtteilen Altstadt, Innenstadt, Bahnhofsviertel und Gutleutviertel. Er schließt im Osten an den altstädtischen Mainkai an und wird im Westen im Gutleutviertel jenseits der Friedensbrücke von der Speicherstraße in Richtung Westhafen fortgesetzt. Die linksmainische Entsprechung ist der Schaumainkai.

## Lage
Die Straße beginnt im Osten noch in der Altstadt auf der Höhe der Seckbächer Gasse respektive des ehemaligen Degussa-Areals, das Anfang des 21. Jahrhunderts unter dem Projektnamen Maintor völlig neu entwickelt wurde. Der Verlauf durch die Altstadt endet bereits nach rund 120 Metern an der Kreuzung von Hofstraße, Neuer Mainzer Straße und Untermainbrücke. Es folgt ein rund 200 Meter langes Teilstück durch die Innenstadt bis zur Untermainanlage.
Im anschließenden Bahnhofsviertel ist der Untermainkai die einzige Straße zum Fluss. Sie wird dabei regelmäßig von Mainluststraße, Holbeinsteg, Windmühl- und schließlich der Wiesenhüttenstraße geschnitten, die auch den Übergang in das Gutleutviertel darstellt. Dort gibt es bis zur Friedensbrücke, an der der Übergang von Untermainkai zur Speicherstraße erfolgt, keine weiteren Querstraßen.
Die Straße ist durchgängig dreispurig ausgebaut und spielt insbesondere mittels der Untermain- und der Friedensbrücke in der Verteilung von rechts- und linksmainischem Individualverkehr eine zentrale Rolle. Südlich, unterhalb der dort steil abfallenden ehemaligen Kaimauern, folgt auf fast voller Länge das Nizza, eine über 4 Hektar große Parkanlage. Da der Begriff des Nizzas nicht so verbreitet ist wie der des Untermainkais als Straßenname, wird letztere Bezeichnung auch häufig (fälschlich) synonym für die Parkanlage gebraucht.

## Geschichte

### Reichsstädtische Zeit

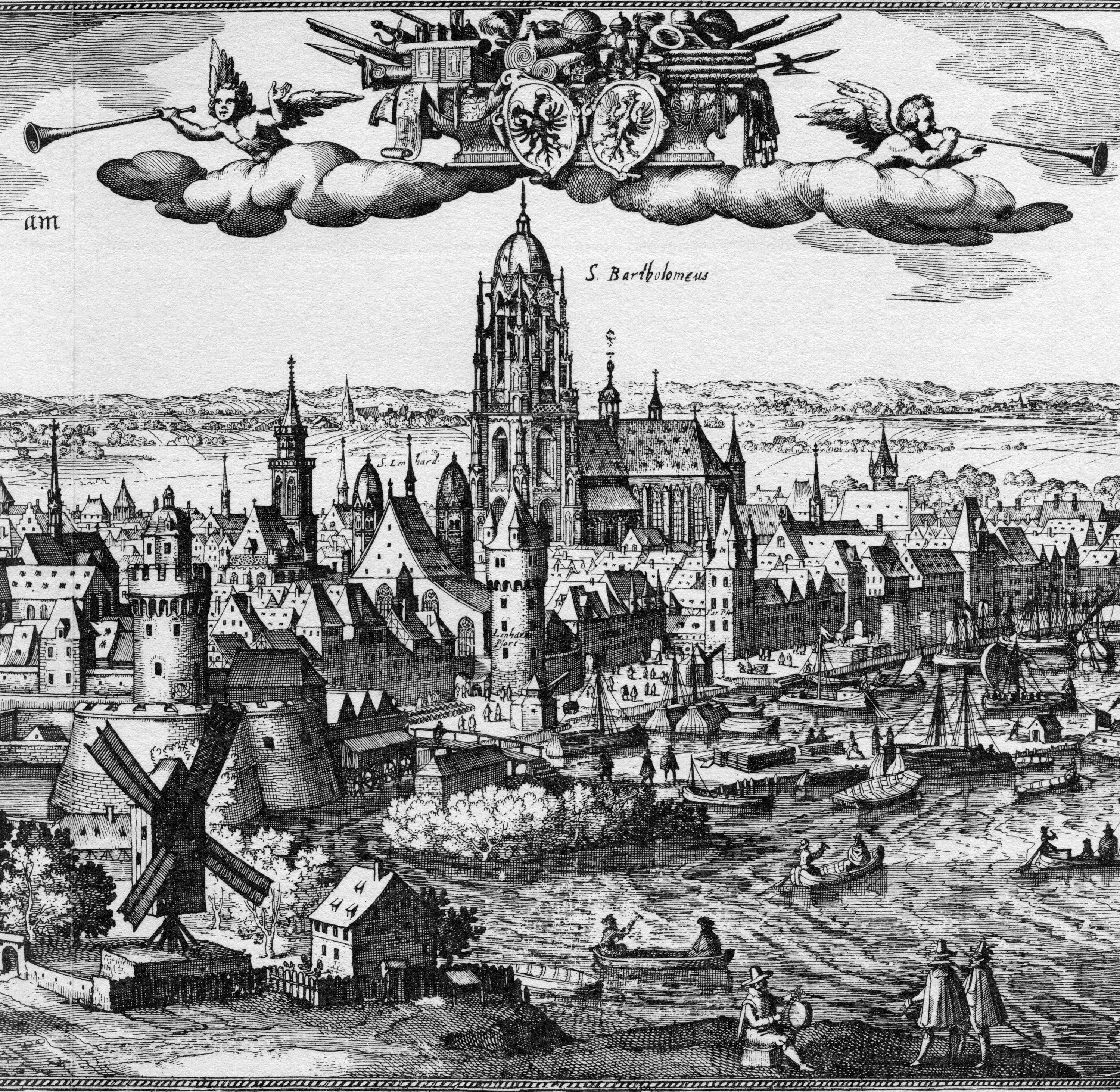
Frankfurt von Südwesten, um 1618 – Weinmarkt, Mainzer Bollwerk (noch ohne Schanze auf der vorgelagerten Maininsel) und die Windmühle sind gut erkennbar
(Ausschnitt eines Kupferstichs von Matthäus Merian d. Ä.)

Im Mittelalter und der frühen Neuzeit befand sich nur der kurze, heute im Stadtteil Altstadt verlaufende Abschnitt des jetzigen Untermainkais innerhalb der Frankfurter Stadtbefestigung. Auf voller Breite zwischen jetziger Neuer Mainzer Straße und Untermainanlage zog die dort besonders stark ausgeführte Westflanke der Verteidigungsanlagen vom sogenannten Mainzer Bollwerk vom Mainufer nach Norden. Dem Ufer selbst folgte eine hohe Mauer, auf deren Rückseite im Bereich des Untermainkais die Häuser der Alten Mainzer Gasse gebaut waren.
Das mit einer vorgelagerten Schanze teilweise in den Main und direkt vor die Mauer gesetzte Mainzer Bollwerk erlaubte keinen Kai oder Hafen an dieser Stelle. Daher erstreckte sich ein solcher östlich davon, im Bereich des heutigen Mainkais etwa von Höhe des Karmeliterklosters bis hinauf zur Leonhardskirche, der als Weinmarkt genutzt wurde. Dort verzollten und schließlich löschten Schiffe selbst aus damals entfernten Orten wie Straßburg ihre entsprechende Ladung.
Eines der größten Feldgüter vor den Mauern der Stadt war das sich westlich von diesen bis zur Galluswarte und südlich des jetzigen Kettenhofweges bis hinunter zum Main erstreckende Galgenfeld – das Areal des späteren Bahnhofsviertels und von großen Teilen des Gallus sowie kleineren des Gutleutviertels und des Westends. Es trug seinen Namen nach dem ehemaligen Frankfurter Hochgericht, das ungefähr auf Höhe der gegenwärtigen Kreuzung Taunusstraße / Moselstraße zu lokalisieren war. Im 18. Jahrhundert empfand man den Bezug auf den Galgen zunehmend als anstößig und änderte die Bezeichnung in Gallus, wie auch bei der Galgengasse, dem Galgentor und der Galgenwarte.
Wie die ältesten topographischen Darstellungen des Stadtgebietes aus dem frühen 17. Jahrhundert zeigen, befanden sich bereits damals am späteren Untermainkai vor den Stadtmauern eine Reihe von Sommervillen mit großen Landschaftsgärten. Das Gebiet war vermutlich wegen seiner klimatischen begünstigten Lage besonders beliebt. Nach einer markanten Windmühle war die Gegend damals allerdings nicht als Untermainkai, sondern als An der Windmühle bekannt.
Im 18. Jahrhundert nahmen die Bauunternehmungen der städtischen Oberschicht deutlich zu, über 500 Gesuche dieser Art wurden alleine zwischen 1720 und 1800 verzeichnet. Bis zum Ende des Jahrhunderts dehnte sich die Bebauung, stets dicht an das Ufer gedrängt, dadurch bis etwa zur heutigen Friedensbrücke aus. In der Tiefe entsprach sie ungefähr dem Areal zwischen späterem Untermainkai und der Gutleutstraße.

### 19. Jahrhundert bis zum Zweiten Weltkrieg

Entwicklung des Untermainkais auf Stadtplänen 1811–1895

Nach der Entfestigung des frühen 19. Jahrhunderts, also dem Abbruch fast aller Stadtmauern und -türme, wurde auch der Untermainkai bald nach 1818 als Bauland ausgewiesen. Die Aufschüttung des in der Fluss reichenden Mainzer Bollwerks begründet den Versatz in der Bebauung des Mainufers, der bis heute sichtbar geblieben ist und noch immer den Übergang vom Mainkai zu Untermainkai markiert. In den 1820er Jahren entstanden dort bis hinab zur neuen Untermainanlage, wo das Untermaintor als neues Stadttor errichtet wurde, zunächst zehn klassizistische Häuser.

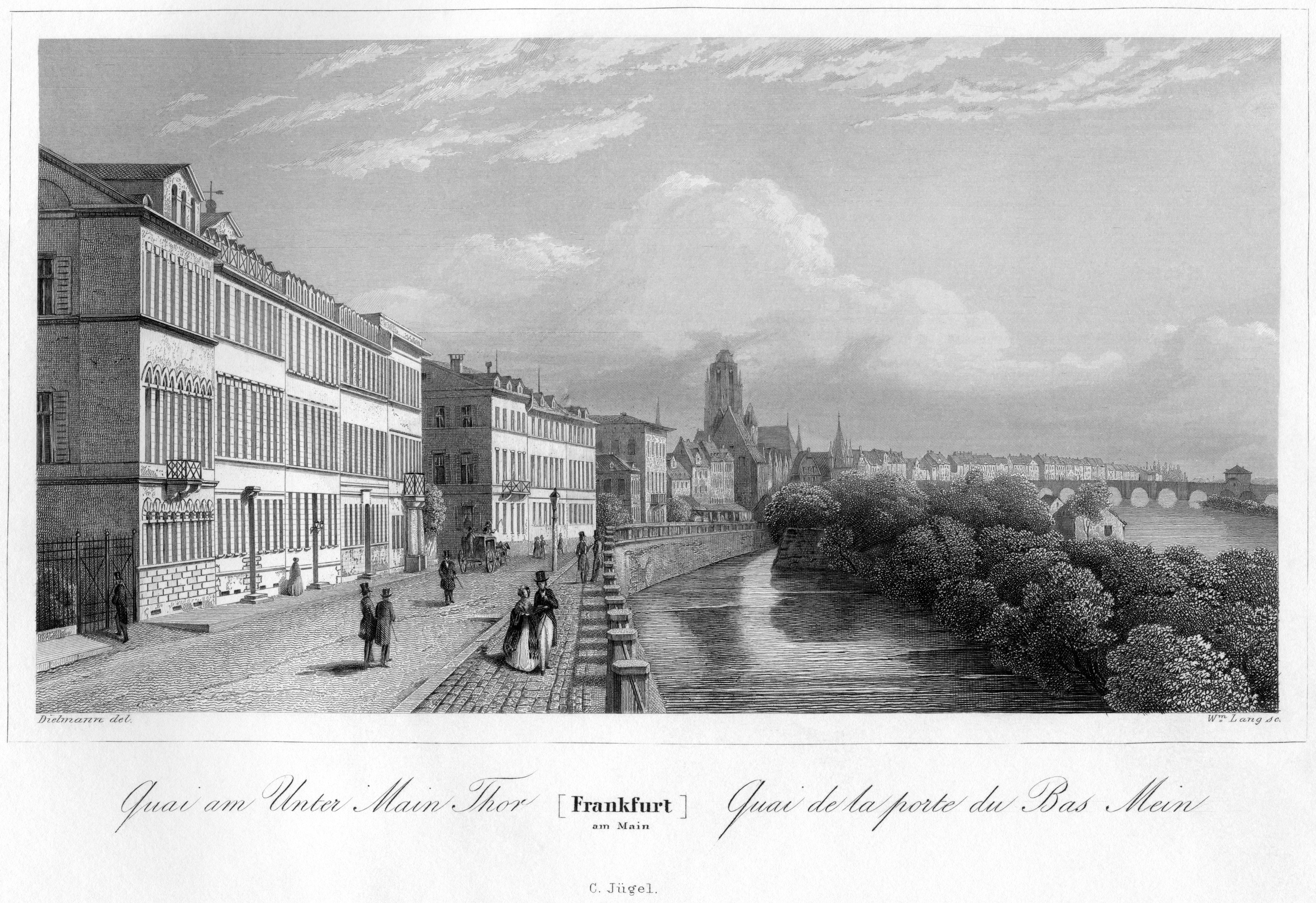
1845: Blick von Höhe des Untermaintors nach Osten in den Untermainkai, die zehn ersten klassizistischen Häuser sind links gut zu erkennen, rechts der „Kleine Main“ und die Mühlinsel
(Stahlstich von Wilhelm Lang nach Vorlage von Jakob Fürchtegott Dielmann)

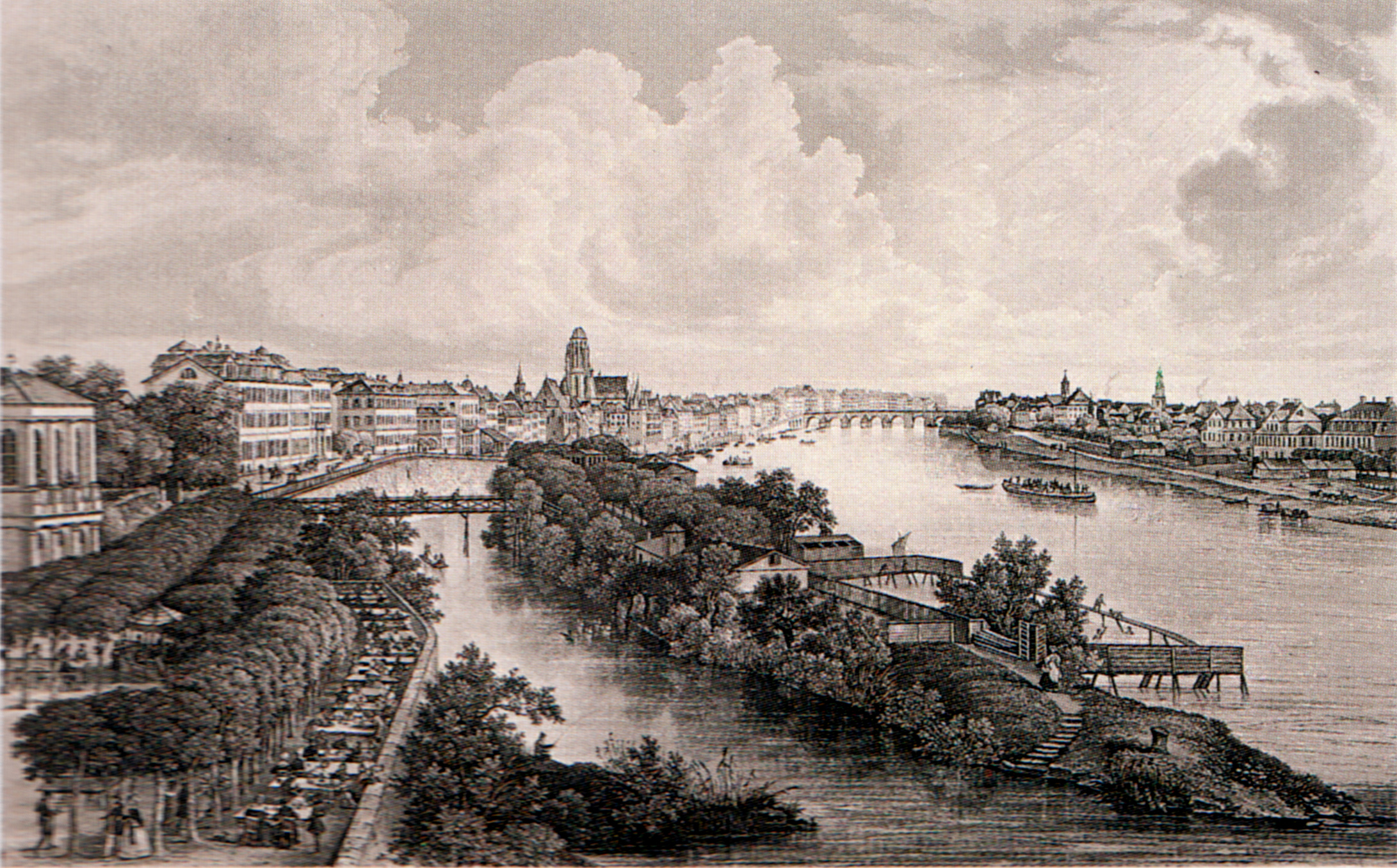
1850er Jahre: links das Gartenlokal „Mainlust“ am „Kleinen Main“, rechts die Mühlinsel
(Stahlstich)

Fünf wurden östlich der ebenfalls neu angelegten, nach Norden führenden Neuen Mainzer Straße auf dem Gebiet der Altstadt errichtet und an ältere Gebäude der Alten Mainzer Gasse angebaut. Weitere fünf entstanden westlich der Neuen Mainzer Straße auf dem Gebiet der Untermainanlage. Zu dieser Zeit kam auch erstmals die Bezeichnung für den Untermainkai als Straße auf, obgleich die rein topographische Unterscheidung zwischen Ober- und Untermain schon im Mittelalter bekannt war. Die Bauausführung folgte dem Gesamtplan des damaligen Stadtbaumeisters Johann Georg Christian Hess, dem gesamten Mainufer ein einheitliches klassizistisches Erscheinungsbild zu geben. Ein 1819 von Frankfurter Bürgern geplantes Projekt, auf der Mühleninsel ein Goethedenkmal zu errichten, scheiterte an der erfolglosen Finanzierung.

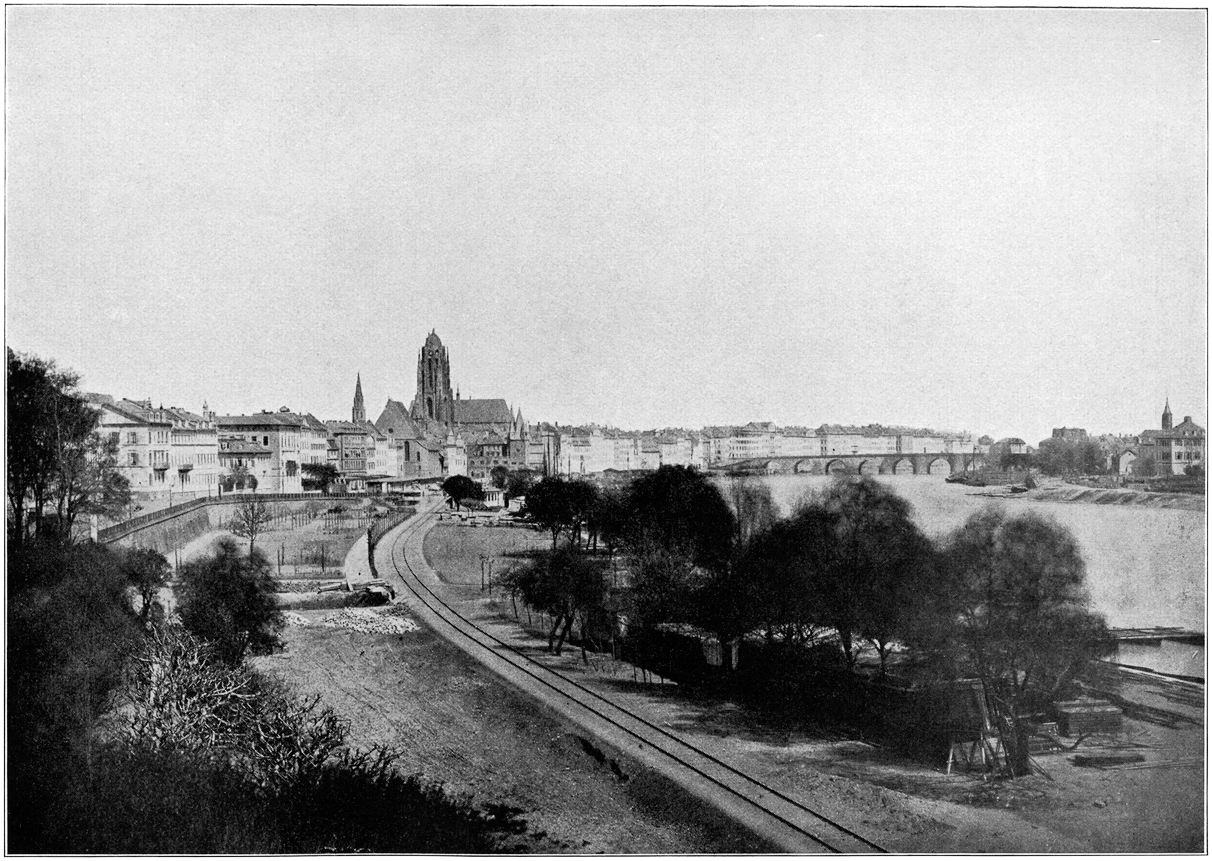
Um 1860 – „Mainlust“ und Insel sind der Aufschüttung und der Verbindungsbahn gewichen, die Grünanlagen des Nizza sind noch nicht angelegt
(Fotografie von Carl Friedrich Mylius)

Im gesamten 19. Jahrhundert, bis zur Parzellierung des Bahnhofsviertels in den 1880er Jahren, blieb der Uferabschnitt westlich des Untermaintors nicht als Untermainkai, sondern als An der Windmühle bekannt. Dies ging auf eine historische, direkt vor dem Tor am Ufer gelegene Windmühle zurück, die bereits auf einer Stadtansicht von Matthäus Merian d. Ä. aus der Zeit um 1618 zu erkennen ist.
1832 errichtete der Gastwirt Johann Georg Ried an ihrer Stelle das Gartenlokal „Mainlust“, das in den folgenden Jahrzehnten legendären Ruf erlangte und in zahlreichen selbst internationalen Reisebeschreibungen Eingang fand, obwohl es schon 1873 wieder abgerissen wurde. Ein zeitgleich weiter westlich errichteter Ersatzbau, die „Neue Mainlust“, hatte kaum zwei Jahrzehnte Bestand und konnte nicht mehr an den Ruhm des Vorgängerbaus anknüpfen. Noch heute erinnert der Name der Windmühlstraße an die Windmühle und somit auch indirekt die Mainlust, zu lokalisieren waren beide allerdings auf Höhe der heutigen Mainluststraße.
1839–1850 entstanden auf dem ehemaligen Galgen-, nun Gallusfeld westlich der Gallusanlage mit den Westbahnhöfen die Vorgängerbauten des heutigen Hauptbahnhofs. Für die Bahnstrecke Frankfurt am Main–Heidelberg wurde an der Stelle der heutigen Friedensbrücke mit der Main-Neckar-Brücke zum ersten Mal überhaupt seit dem Ende der reichsstädtischen Zeit eine neue Mainquerung errichtet. Damit war die spätere und noch heutige Westgrenze des Untermainkais etabliert.
Die Aufschüttung des „Kleinen Mains“ zwischen der Mühlinsel und der Mainlust ermöglichte 1858 die Einrichtung eines tiefer in den Main reichenden Kais zwischen Leonhardskirche und der Windmühlstraße. Doch die fortdauernde Industrialisierung drohte den noch wenige Jahre zuvor gelobten noblen Charakter des klassizistischen Städtebaus an dieser Stelle nachhaltig zu beeinträchtigen. Vom im selben Jahr eingerichteten neuen Winterhafen westlich der damaligen Main-Neckar-Brücke zogen sich ab 1859 die Gleise der städtischen Verbindungsbahn das Mainufer entlang gen Osten, unansehnliche Lagerschuppen folgten.

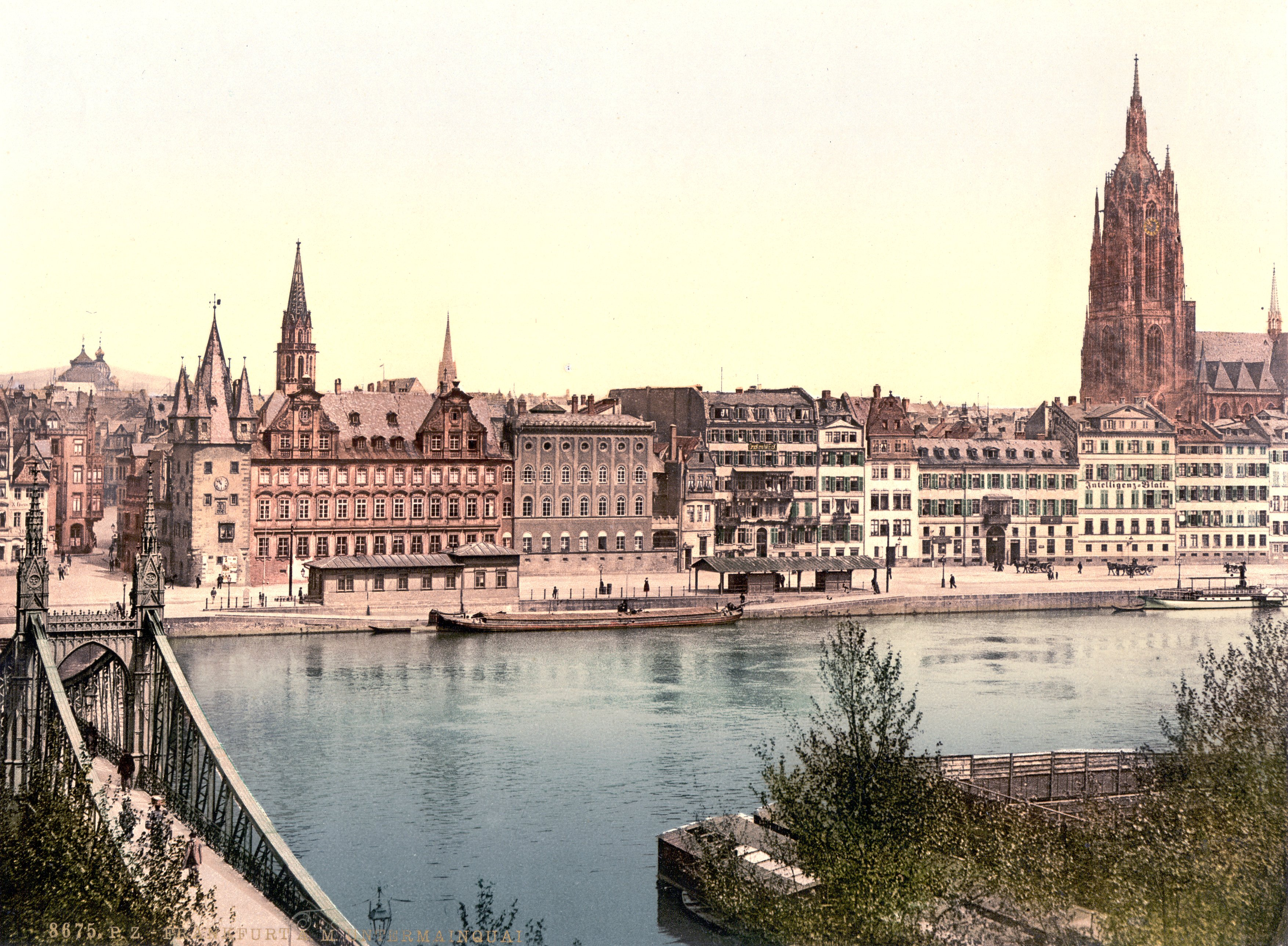
Anschließender Mainkai mit Blick auf den Saalhof und den Kaiserdom in der Frankfurter Altstadt, Photochromdruck um 1900

Der damals hochbetagte Stadtgärtner Sebastian Rinz, der die Umwandlung der alten Befestigungen in die Wallanlagen geleitet hatte, konnte noch durchsetzen, dass ein Großteil der Lagerschuppen im Bereich des Untermainkais wieder verschwand. Unter seinem Nachfolger Andreas Weber entstand 1860–1880 südlich der Uferstraße mit dem Nizza als Verlängerung der Frankfurter Wallanlagen eine grüne Promenade. Nach dem Bau der Untermainbrücke 1872–1874 und der Mainkanalisierung 1883–1886 hatte der Untermainkai zum Ufer hin überwiegend seine noch heutige Form erhalten.
Bis zur Gründung des Kaiserreichs änderte sich trotz der Wandlung des Ufers stadtseitig praktisch nichts gegenüber dem Zustand des frühen 19. Jahrhunderts. Erst die Errichtung des Hauptbahnhofs bildete den Auftakt für die planmäßige Bebauung des ehemaligen Gallusfeldes, und damit auch der Stadtseite des Untermainkais. Einzelne Häuser waren noch am Übergang von Spätklassizismus zu früher Neorenaissance bereits in den 1870er Jahren entstanden, das Gros wurde zwischen 1880 und 1900 errichtet. Bis zur Windmühlstraße ersetzten sie die bis dato noch vorhandenen Landhäuser und Gärten. Auf dem Gelände des vormaligen Main-Neckar-Bahnhofes fand die Internationale Elektrotechnische Ausstellung 1891 statt.
Der Lage entsprechend handelte sich bei den Neubauten des späten 19. Jahrhunderts um repräsentative großbürgerliche Häuser in den damals gängigen reichen Mischformen des Historismus. Dominierte im östlichen Bereich die Bauweise des geschlossenen Blockrands, war im Westen eher eine offene, großzügige Villenbauweise verbreitet. Vielfach wurden dort auch nur ältere Hausanlagen erweitert. Allerdings zerschnitt die neu eingezogene Wilhelm-Leuschner-Straße sämtliche Gärten und Parks zur Gutleutstraße hin und reduzierte sie mit der nachfolgenden Bebauung erheblich. Kurz vor dem Ersten Weltkrieg war die Uferbebauung gegen 1910 vollendet.
Von 1933 bis 1945 wurde die Straße Untermainkai umbenannt in Hermann-Göring-Ufer nach dem Reichsmarschall und Kriegsverbrecher Hermann Göring (1893–1946), einem maßgeblichen Exponenten des Nationalsozialismus.

### Nachkriegszeit bis zur Gegenwart

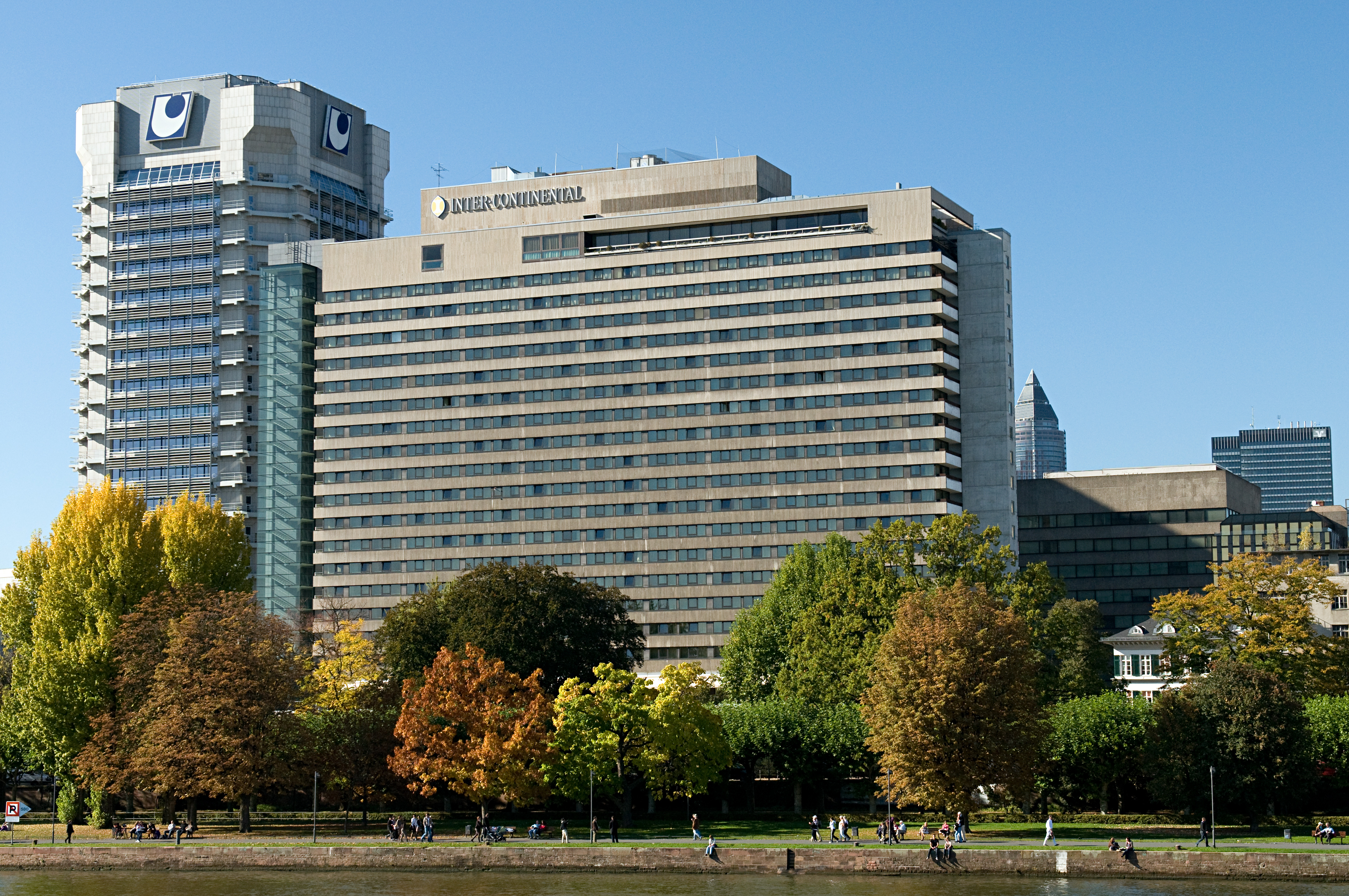
Gegensätze: rechts im Bild die im Kern noch barocke Villa Bonn, in der Mitte das InterContinental Frankfurt aus den 1960er, links das Union Investment-Hochhaus aus den 1970er Jahren

Die Schäden des Zweiten Weltkriegs durch die Luftangriffe auf Frankfurt am Main fielen am Untermainkai gemessen am Gesamtzerstörungsgrad und der Nähe zur Altstadt verhältnismäßig gering aus. Von den ersten zehn Häusern blieben mit den Häusern 4 (Hermann-Schlosser-Haus) und 12–15 exakt die Hälfte erhalten. Sie zählen damit heute zu den frühesten und bedeutendsten Beispielen des Frankfurter Klassizismus und den ältesten Bürgerhäusern der Alt- und Innenstadt. Aus städtebaulicher Sicht schwerer wiegt die Nachverdichtung im westlichen Teil vor allem jenseits der Windmühlenstraße.
Großbauten der 1960er und 1970er Jahre, insbesondere das InterContinental Frankfurt und das Union Investment-Hochhaus, vereinzelte Abrisse sowie tief nach Süden in die Parzellen greifende Neubauten an der Wilhelm-Leuschner-Straße oder Parkplätze haben den dortigen Charakter des Untermainkais gegenüber dem der direkten Vorkriegszeit völlig verändert.

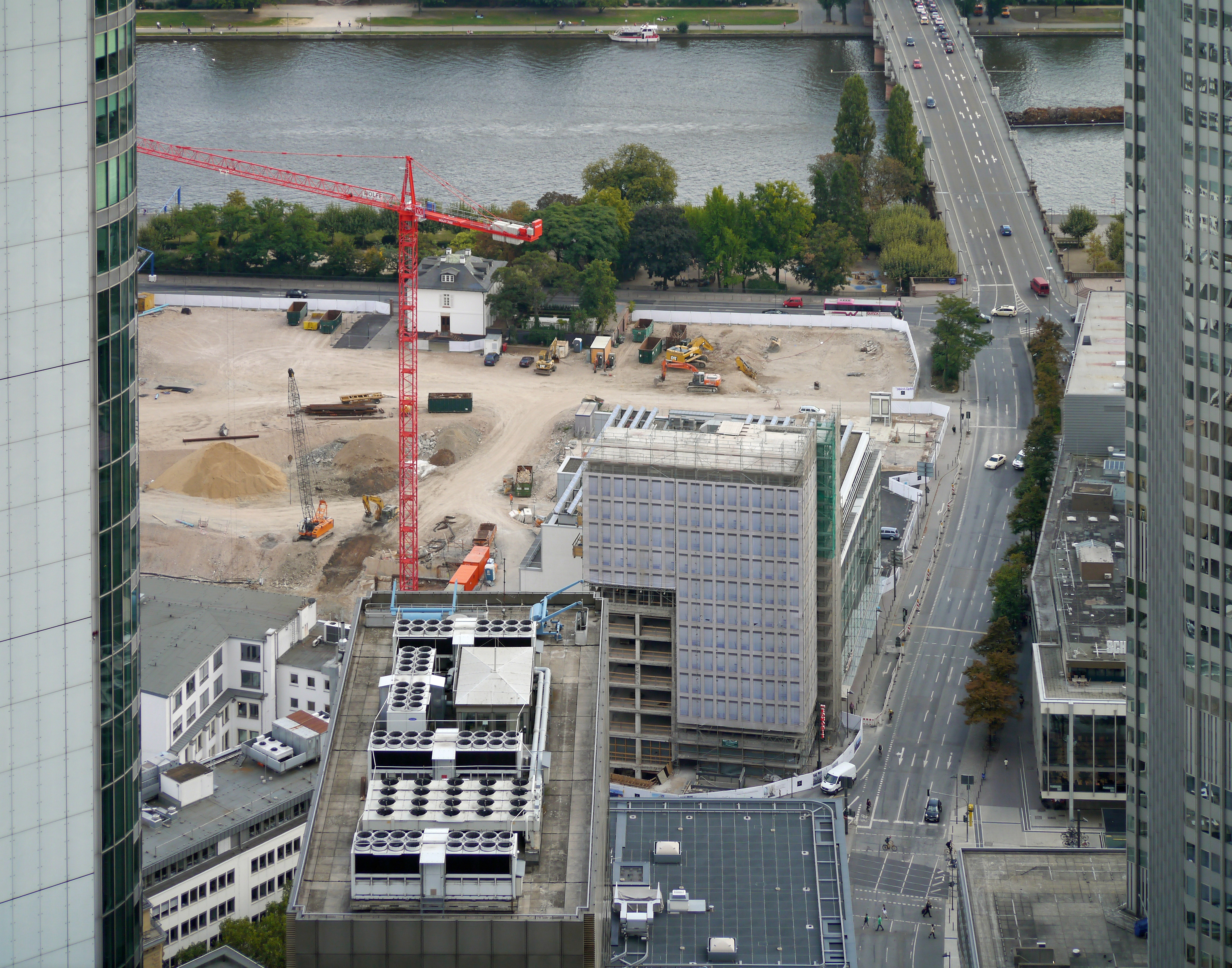
Maintor-Baustelle, vom Maintower gesehen, September 2012

Mit den zu den einstigen Villen gehörigen Parks, die teilweise bis zum einen Drittel ganzer Straßenblocks einnahmen und über jahrhundertealte Baumbestände verfügten, ist der einst alleeartige, großbürgerliche Charakter dem einer Durchfahrtsstraße gewichen. Einzig im Gesamtkontext erhalten ist die im Kern noch barocke, wenn auch klassizistisch und gründerzeitlich überformte, Villa Bonn, die aus historischen Gründen nie über einen großen Park verfügte.
In den nächsten Jahren wird sich mit dem Maintor-Projekt, das eine völlige Neubebauung der Flächen zwischen Weißfrauenstraße, Seckbächer Gasse, Main und Neuer Mainzer Straße vorsieht, auch der älteste Abschnitt des Untermainkais völlig verändern. Einerseits wird das Areal, das seit mehr als einem Jahrhundert der Degussa als geschlossenes Firmenareal gedient hatte, wieder für die Öffentlichkeit zugänglich und auch der ursprüngliche Verlauf der Alten Mainzer Gasse zur Neuen Mainzer Straße hin wiederhergestellt werden. Andererseits werden mit dem Projekt Hochhäuser in Frankfurt am Main erstmals auf das Gebiet der Altstadt vorrücken.

## Bauten
Am Untermainkai sind momentan Hausnummern von 4 bis 84 vergeben, die sich jedoch vor allem aus historischen Gründen auf nur 20 Einzelbauwerke verteilen und teils große Lücken aufweisen. Wie an allen Uferstraßen sind die ungeraden und geraden Hausnummern in direkter Folge und in der Fließrichtung des Mains, also von Ost nach West, vergeben. Die Eckgebäude, die an Querstraßen stehen, sind in der Nummerierung diesen, und nicht dem Untermainkai zugewiesen.

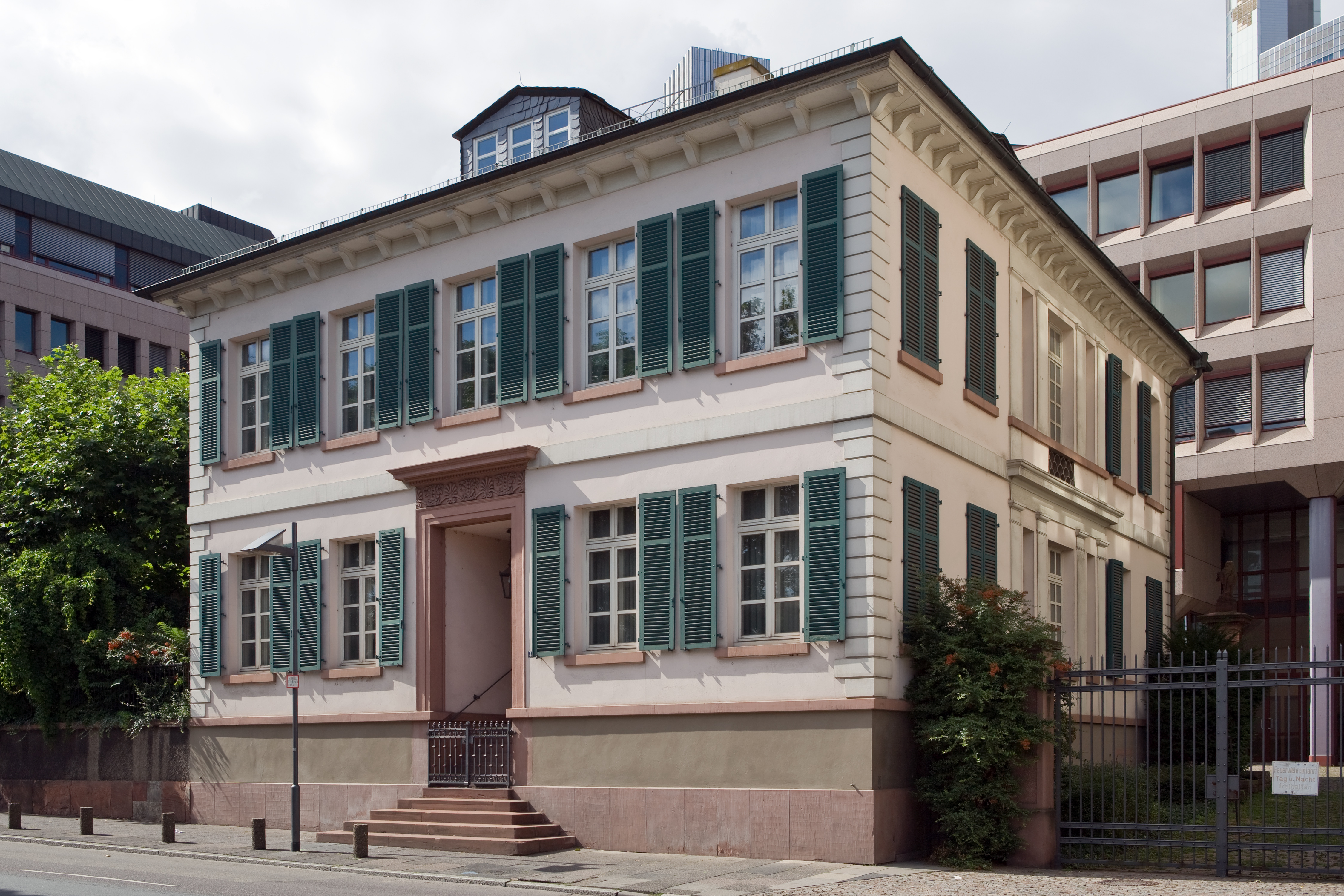
Hermann-Schlosser-Haus von Südosten, August 2010

Im ältesten Abschnitt bis zur Neuen Mainzer Straße befindet sich aufgrund des Maintor-Projekts mit Untermainkai 4 gegenwärtig nur das 1823 nach Entwurf des damaligen Stadtbaumeisters Johann Friedrich Christian Hess erbaute Hermann-Schlosser-Haus. Die abgerissenen Gebäude der Degussa aus den 1950er Jahren beanspruchten zuvor die Hausnummern 1–3, wie die Neuvergabe nach der Fertigstellung der Fertigstellung sein wird, ist noch nicht bekannt.
Der jenseits der Neuen Mainzer Straße durch die Innenstadt führende Bereich beinhaltet vier Bauten im Süden der Untermainanlage, Untermainkai 12–15. Diese sind im Kern ebenfalls noch klassizistisch und aus den 1820er Jahren, wurden jedoch teilweise später historistisch oder modern verändert. Die Urheberschaft geht ebenso wie beim Hermann-Schlosser-Haus auf Johann Friedrich Christian Hess zurück. Die Häuser 14 und 15 beinhalten einen Teil des Jüdischen Museums Frankfurt; ein Erweiterungsbau zur Wallanlage von Staab Architekten ist 2020 eröffnet worden.
Genau auf der Grenze von Innenstadt und Bahnhofsviertel liegt mit Untermainkai 17 das 2004 in modernem Stil an der Stelle des alten Grindbrunnens erbaute Restaurant „Main Nizza“. Flankiert von einer doppelläufigen Treppenanlage erschließt es die aufgrund der vorhandenen Vegetation nach der Stadt in Südfrankreich benannte Grünanlage. Diese begleitet den Untermainkai bis zur Friedensbrücke mit der überregional bekannten Platanenallee sowie Spiel- und Sportmöglichkeiten auf voller Länge.
Die folgenden zwei Straßenblöcke, nun im Bahnhofsviertel, wurden in der Kaiserzeit in der Art des geschlossenen Blockrands bebaut. Ein kriegszerstörtes Haus ersetzt das im typischen Stil der der Nachkriegsmoderne errichtete Gebäude Untermainkai 19. Das nachfolgende, 1875 erbaute und denkmalgeschützte Haus Untermainkai 20 ist ein typischer Vertreter des in Frankfurt späten Übergangs von Klassizismus zu Neorenaissance. Erst dreißig Jahre später entstand 1906 das heute ebenfalls denkmalgeschützte Haus Untermainkai 21 im in Frankfurt am Main seltenen Jugendstil.
Westlich der Mainluststraße steht das 1950 für die Deutsche Verkehrs- und Kreditbank anstelle dreier kriegszerstörter Häuser errichtete Gebäude Untermainkai 23–25. Ungewöhnlich für seine Erbauungszeit ist die Architektur, die mehr an Bauten der 1930er Jahre erinnert, was darin begründet liegt, dass der Entwurf auf den damals schon pensionierten Baurat Josef Bischof zurückgeht. Wie die Häuser 24 und 25 einmal aussahen, ist jedoch noch am erhaltenen und denkmalgeschützten, 1876 erbauten Gebäude Untermainkai 26 erkennbar, das mit ihnen einst drei identische Reihenhäuser bildete.
Ebenfalls 1876 und noch im gleichen noblen Stil an der Grenze von Spätklassizismus und Neorenaissance erbaut ist das palastartige Doppelhaus Untermainkai 27/28. Direkt anschließend, jedoch 1894 in großem zeitlichen Abstand errichtet folgt mit dem palastartigen neobarocken Doppelhaus Untermainkai 29/30 ein typischer Vertreter des späten, von der lokalen Bautradition endgültig gelösten lokalen Historismus. Beide Doppelhäuser stehen unter Denkmalschutz und können zu den besterhaltenen und repräsentativsten Vertretern ihrer jeweiligen Epoche in der Stadt gezählt werden. Das den Straßenblock am Untermainkai beschließende Haus Untermainkai 31 kann mangels Überlieferung nur stilkritisch in die frühen 1890er Jahre datiert werden.